# Amtsgericht Nakel
Das Amtsgericht Nakel war ein preußisches Amtsgericht mit Sitz in Nakel an der Netze.

## Geschichte
Das königlich preußische Amtsgericht Nakel wurde mit Wirkung zum 1. Oktober  1879 als eines von 13 Amtsgerichten im Bezirk des Landgerichtes Schneidemühl im Bezirk des Oberlandesgerichtes Marienwerder gebildet. Der Sitz des Gerichtes war Nakel. Sein Gerichtsbezirk umfasste aus dem Kreis Wirsitz die Stadtbezirke Mrotschen und Nakel, den Polizeidistrikt Mrotschen ohne den Teil, der dem Amtsgericht Lobsens zugeordnet war und den Polizeidistrikt Nakel ohne den Gemeindebezirk Aniela und der Gutsbezirke Ignalin, Samostrzel und Smielin. Am Gericht bestanden 1880 zwei Richterstellen. Das Amtsgericht war damit ein kleines Amtsgericht im Landgerichtsbezirk. Gerichtstage wurden in Mrotschen gehalten. Der Amtsgerichtsbezirk kam aufgrund des Versailler Vertrages 1919 zu Polen, und das Amtsgericht stellte seine Arbeit ein. Im Jahre 1939 wurde Polen deutsch besetzt. Im Rahmen der Neuorganisation der Gerichte in Ostdeutschland und im ehemaligen Polen wurden das Amtsgericht Nakel neu gebildet, nun aber dem Landgericht Bromberg zugeordnet.
Im Jahre 1945 wurde der Amtsgerichtsbezirk unter polnische Verwaltung gestellt, und die deutschen Einwohner wurden vertrieben. Damit endete auch die Geschichte des Amtsgerichtes Nakel.